# Koča Celso Gilberti
Koča (italijansko Rifugio) Celso Gilberti (1.850 m) je planinska postojanka v zahodnem delu Julijskih Alp, na italijanski strani Kaninskega pogorja.
Koča stoji na manjši vzpetini nad dnom Prevalske doline med sedlom Prevala in Belopeškim sedlom, v vznožju severnega ostenja grebena med Prestreljenikom in Visokim Kaninom in v neposredni bližini severozahodno ležeče Bele peči. V njeni bližini se nahaja zgornja postaja gondolske žičnice, ki jo povezuje z njenim izhodiščem na Nevejskem sedlu, do koder poteka tudi trasa smučarske proge.
Koča, imenovana po furlanskemu alpinistu Celsu Gilbertiju (1910 – 1933), je bila zgrajena leta 1934. Upravlja jo Videmska sekcija italijanskega planinskega društva, odprta pa je od sredine junija do konca septembra ter v času zimske smuke, od 20. decembra do 30. aprila.

## Dostopi
- 2 h: od Nevejskega sedla, po trasi proge,
- 2,5 h: od Nevejskega sedla po mulatjeri, pot 636.

## Prehod
- 3h: do Doma Petra Skalarja na Kaninu (2.260 m), čez Prevalo;

## Vzponi na vrhove
- 1h: Bela peč (2.146 m),
- 2½h: Prestreljenik (2.499 m), čez Prevalo,
- 3h: Visoki Kanin (2.587 m), po poti »Via ferrata Julia«,
- 3½h: Visoki Kanin, po poti »Via delle Cenge«
- Vrh Krnice (2.443 m).